# Березнеговская волость
Березнеговская волость — административно-территориальная единица Усманского уезда Тамбовской губернии с центром в селе Березнеговка.

## География
Волость расположена в центральной части Усманского уезда. Волостной центр находился в 25 верстах от г. Усмани.

## История
Волость образована после реформы 1861 года.
Волостное управление на основании Общего положения о крестьянах 1861 года составляли:
1. Волостной сход;
2. Волостной старшина с волостным правлением;
3. Волостной крестьянский суд.

Волостные правления были ликвидированы постановлением Совнаркома РСФСР от 30 декабря 1917 года «Об органах местного самоуправления». Управление волости передавалось волостным съездам советов и волисполкомам.
Постановлением ВЦИК РСФСР от 4 января 1923 г. передана в состав Воронежской губернии.

## Состав волости
По состоянию на 1914 год состояла из следующих населенных пунктов:
| №  | Название населённого пункта | Тип населенного пункта | Население |
| -- | --------------------------- | ---------------------- | --------- |
| 1. | Березнеговка                | село, центр волости    | 2295      |
| 2. | Березнеговка                | деревня                | 716       |
| 3. | Озерки                      | деревня                | 519       |
| 4  | Павловка                    | деревня                | 476       |
| 5  | 1-е Сокольское              | сельцо                 | 89        |
| 6  | 2-е Сокольское              | сельцо                 | 61        |

## Приход
Приход Покровской церкви с. Березнеговки. Открыт в 1876 году. Церковь каменная, теплая построена на средства дворянина Михаила Охотникова в 1875 году.

## Население
1890—1726 человек.
Основная масса населения — крестьяне бывшие крепостные.